# Cryptops basilewskyi
Cryptops basilewskyi är en mångfotingart som beskrevs av Matic och Darabantu 1977. Cryptops basilewskyi ingår i släktet Cryptops och familjen Cryptopidae. Inga underarter finns listade i Catalogue of Life.